# Кеннард (Небраска)
Кеннард (англ. Kennard) — селище (англ. village) в США, в окрузі Вашингтон штату Небраска. Населення — 381 особа (2020).

## Географія
Кеннард розташований за координатами 41°28′29″ пн. ш. 96°12′13″ зх. д. / 41.47472° пн. ш. 96.20361° зх. д. (41.474697, -96.203696).  За даними Бюро перепису населення США в 2010 році селище мало площу 0,77 км², уся площа — суходіл.

## Демографія
Згідно з переписом 2010 року, у селищі мешкала 361 особа в 150 домогосподарствах у складі 95 родин. Густота населення становила 469 осіб/км².  Було 158 помешкань (205/км²).
Расовий склад населення:
| - 97,8 % — білих - 0,3 % — корінних американців - 0,3 % — азіатів - 1,4 % — осіб інших рас |

До двох чи більше рас належало 0,3 %. Частка іспаномовних становила 1,7 % від усіх жителів.
За віковим діапазоном населення розподілялося таким чином: 25,2 % — особи молодші 18 років, 59,8 % — особи у віці 18—64 років, 15,0 % — особи у віці 65 років та старші. Медіана віку мешканця становила 38,7 року. На 100 осіб жіночої статі у селищі припадало 107,5 чоловіків;  на 100 жінок у віці від 18 років та старших — 104,5 чоловіків також старших 18 років.
Середній дохід на одне домашнє господарство  становив 69 017 доларів США (медіана — 57 917), а середній дохід на одну сім'ю — 87 188 доларів (медіана — 80 625). Медіана доходів становила 42 292 долари для чоловіків та 44 500 доларів для жінок. За межею бідності перебувало 9,9 % осіб, у тому числі 16,7 % дітей у віці до 18 років та 13,0 % осіб у віці 65 років та старших.
Цивільне працевлаштоване населення становило 173 особи. Основні галузі зайнятості: освіта, охорона здоров'я та соціальна допомога — 17,9 %, роздрібна торгівля — 16,2 %, науковці, спеціалісти, менеджери — 15,6 %.

## Відомі уродженці
- Кріс «Флойд» Зайґер (англ. Chris «Floyd» Zaiger; нар. 26 квітня 1926 — пом. 2 червня 2020) — американський селекціонер та помолог.